# 4788 Simpson
A 4788 Simpson (ideiglenes jelöléssel 1986 TL1) a Naprendszer kisbolygóövében található aszteroida. Edward L. G. Bowell fedezte fel 1986. október 4-én.